# 胃管
胃管（いかん、英: gastric tube）とは、鼻または口から挿入し、食道を経由して、胃に留置するプラスチックチューブである。鼻からの場合は経鼻胃管（英: nasogastric tube）、口からの場合は経口胃管（英: orogastric tube）と呼ばれる。アメリカの医師、エイブラハム・レビン（Abraham Louis Levin） が発明した。英連邦諸国では、考案者の英国の医師ジョン・ライル（John Alfred Ryle）にちなみ、ライル管とも呼ばれている。胃管は、治療目的で胃内容を排出（ドレナージという）または、栄養剤や薬剤を投与するために用いられる。後者の目的で用いられるものは栄養チューブまたはEDチューブと呼ばれる。
日本の医療現場ではマーゲンチューブとも呼ばれている。ドイツ語のMagen「胃」と英語のTube「管」の合成語である。他に略語として、経鼻胃管はNG tubeやNGTなどと呼ばれる。

## 適応

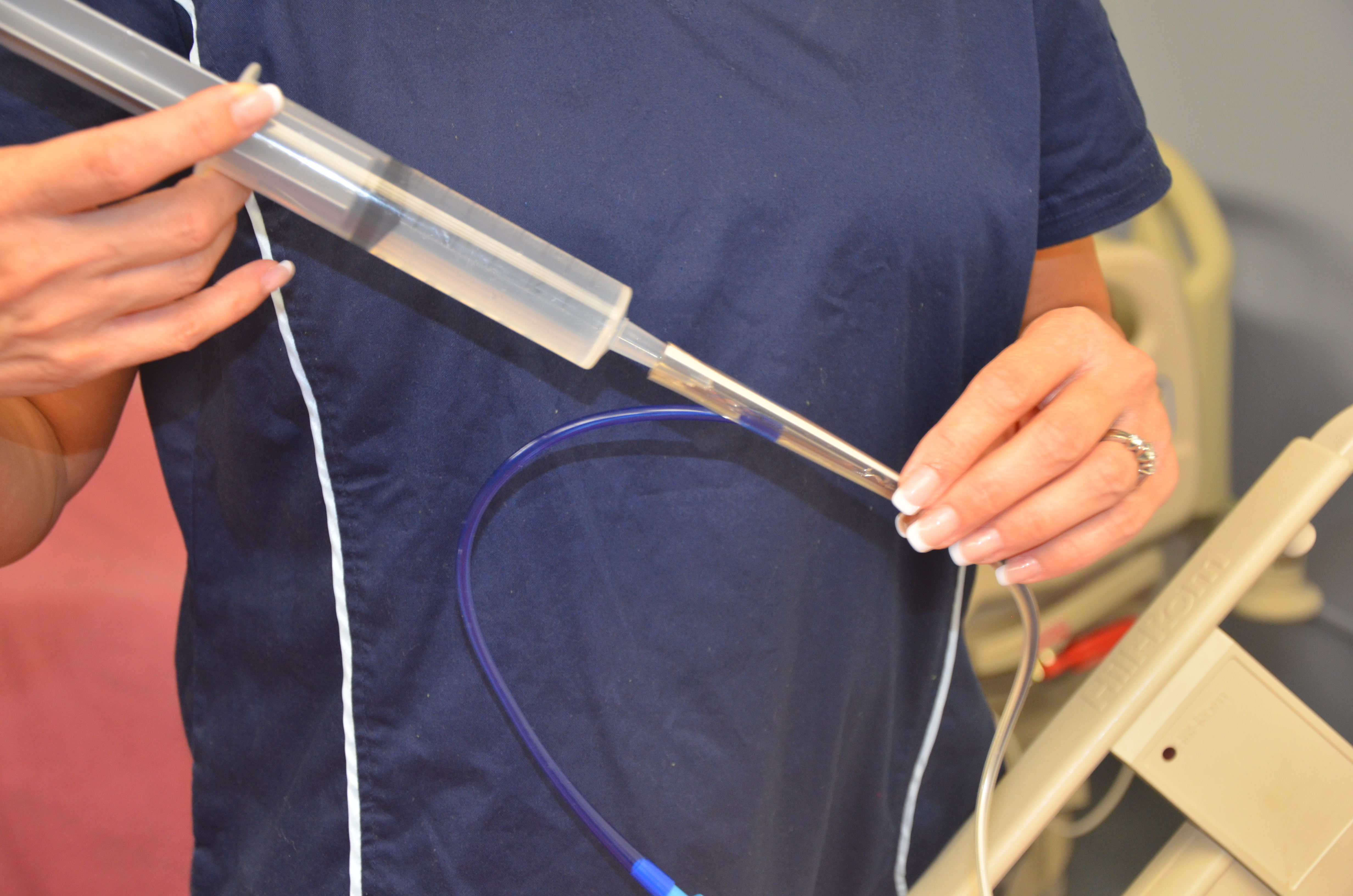
胃管から専用の注射器（安全対策のために先端径が静脈用と異なる）を用いて薬剤を投与している。

経鼻胃管は、薬剤や活性炭などの投与や栄養補給に使用される。薬物や小量の液体を胃管に注入する場合は、注射器を使用する。持続的な栄養補給には、患者の胃より高い位置に溶液を設置する、重力で滴下する方式が採用される。栄養補給に監視が必要な場合は、チューブを輸液ポンプに接続し、患者の摂取量を制御・測定し、栄養補給の中断を知らせることができる。経鼻胃管は、生命を脅かす摂食障害の治療の補助としても使用される。このような場合、経鼻胃管は、身体抑制された患者の意思に反して、強制的に挿入されることがある。このような行為は、患者にとっても医療スタッフにとっても大きな苦痛となる。
胃管は、チューブを介して胃の内容物を排出するのにも用いられる。胃管からの吸引は、主に腸閉塞患者の胃腸分泌物や飲み込んだ空気を除去するために行われる。胃管からの吸引はまた、有毒である可能性のある液体を誤飲したときや、全身麻酔下での手術前の準備、検査のための胃液サンプルの採取にも使用できる。
チューブを連続的なドレナージに使用する場合は、通常、患者の胃の高さより下に設置したバッグに取り付けて使用する。吸引システムに取り付けることもできるが、常時吸引すると胃の内壁を傷つけやすいため、この方法は緊急時に限られることが多い。ある程度、排液量が少なくなれば、間欠的な吸引に切り替えた方が良い。
胃管からの吸引ドレナージは、気管チューブによる人工呼吸中の患者にも行われる。レビンは経鼻胃管を、胸部や腹部の術後のイレウス、肺合併症、吻合部リークを減少させるとして最初に導入し、以後広く普及した。しかし、腹部や消化管手術の胃減圧のために、経鼻胃管をルーチンで留置することは、レビンの考えを支持するエビデンスに乏しく、もはや推奨されていない。胃管は胃洗浄に用いることもでき、消化管出血の鑑別（上部か下部か）や誤飲による薬物中毒の治療に、過去にはよく行われたが、2023年現在、いずれもルーチンに行う利点は乏しい。

## 胃管の分類
材質はポリ塩化ビニル、ポリウレタン、シリコンなどがあり、様々なサイズのものがある。胃管には下記のような種類がある。
- レビンチューブは、単腔の小口径の胃管である[10]。投薬や栄養補給に適している[11]。
- セーラムサンプチューブは二腔式の大口径の胃管である[10]。一方のルーメン（腔）で吸引を行い、もう一方のルーメンで陰圧を下げ、胃粘膜がチューブ内に引き込まれるのを防ぐ[11]。

- ドブホフチューブは挿入時に重力で引っ張られるように先端に錘が付いた小口径の胃管である。ドブホフ（Dobhoff）という名前は、1975年にこのチューブを発明した発明者である外科医のRobert Dobbie博士とJames Hoffmeister博士にちなむ[12]。

## 手技

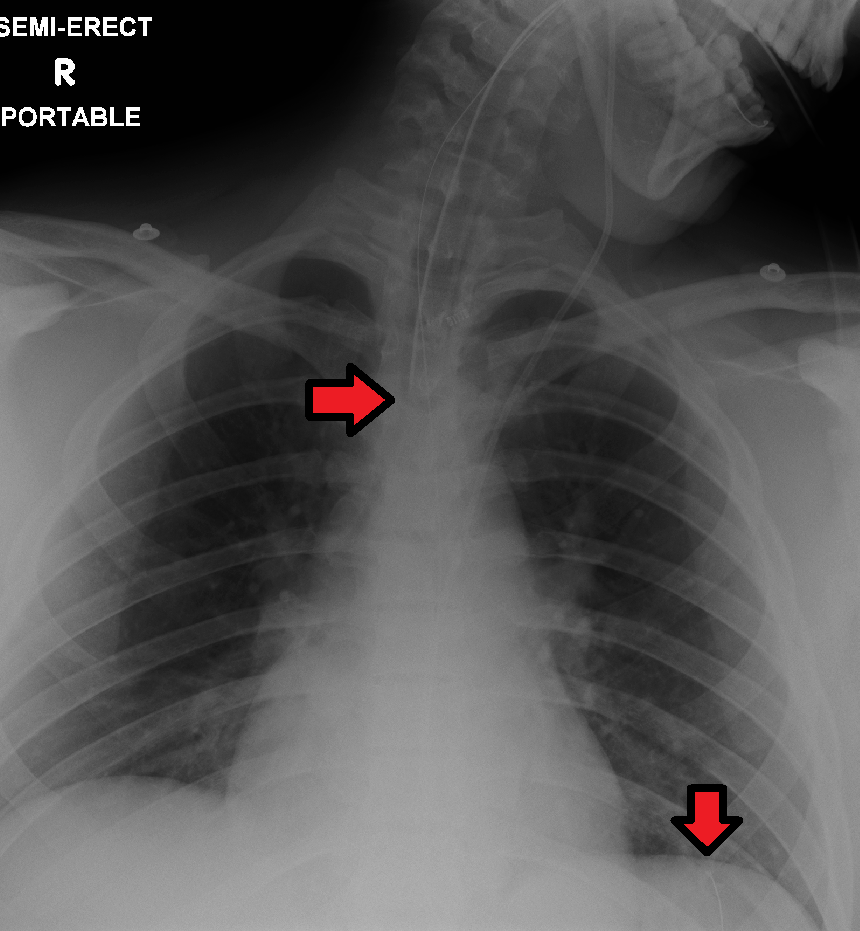
胸部X線写真に写っている気管チューブ（横向き矢印が先端）と胃管（下向き矢印が先端)。どちらも正しい位置にある。

患者の鼻先から耳の後ろを経て、剣状突起の下およそ3～5cm（1～2インチ）までが経鼻胃管の挿入長の目安である。その後、チューブのこの長さ部分に印をつける。市販されている胃・十二指腸チューブの多くには、遠位端から45cm、55cm、65cm、75cmなど、いくつかの標準的な深さの印がついている。乳児用は1cm刻みである。挿入前に胃管の先端に潤滑剤を塗布し（リドカインゲルなどの局所麻酔薬を使用してもよい。さらに、挿入前に鼻腔に血管収縮剤および／またはリドカインスプレーを噴霧してもよい）、患者の片方の前鼻腔に挿入する。鎮静薬であるミダゾラム2.0mgを静脈内投与すると、患者のストレスが大幅に軽減される。チューブが中咽頭に入り、咽頭後壁を滑降するとき、患者に嘔吐反射が誘発されることがある。このような場合、患者が覚醒し、覚醒していれば、唾液を飲み込んでもらうか、ストローで一口ずつ水を飲ませ、患者が嚥下するのに合わせてチューブを挿入し続ける。チューブが咽頭を通過して食道に入ると、チューブは容易に胃に挿入される。その後、チューブが動かないように固定する必要がある。チューブを固定する方法はいくつかある。最も侵襲の少ない方法はテープで固定する方法である。テープは胃管が抜けるのを防ぐため、患者の鼻の上に位置決めして巻き付ける。
もう1つの固定器具は「ブライドル」で、片方の鼻から入って鼻中隔を回り、反対側の鼻に入って経鼻胃管に固定する器具である。ブライドルの装着方法は改良された方法がある。それは、アプライド・メディカル・テクノロジー（AMT）ブライドルと呼ばれる装置である。この器具は、二本の磁石つきの細長い棒（一方には固定用の紐が繋がっている）を両側の鼻に挿入して、鼻中隔の奥の鼻咽頭で磁石を連結し、片方を引き抜いて紐のループを形成し、その紐で経鼻胃管を固定するものである。この技術により、安全にブライドルを装着することができる。鼻用ブライドルを使用すれば、必要な栄養補給や吸引を行う経鼻胃管が抜けないことが、いくつかの研究で証明されている。2014年から2017年にかけて英国で実施された研究では、テープで固定した栄養チューブの50％が不注意で抜けたと判定された。ブライドル固定を使用することで、経鼻胃管が抜けた割合は53％から9％に減少した。

胃管の留置位置のイラスト

チューブが喉頭から気管に入り、気管支に入ってしまわないように細心の注意が必要である。1つの方法は、チューブから注射器で液体を吸引することである。この液体をpH紙（リトマス紙ではないことに注意）で検査し、液体の酸性度を調べる。pHが4以下であれば、チューブは正しい位置にある。しかし、この方法は、プロトンポンプ阻害剤の使用率が高い現在、確実ではない。これが不可能な場合は、胸部/腹部のX線検査でチューブの位置を正確に確認する。これが、NGチューブの適切な留置を確実にする最も信頼できる方法である。将来的には、トリプシン、ペプシン、ビリルビンなどの酵素濃度を測定して、NGチューブが正しく留置されているかどうかを確認する技術も開発されるかもしれない。酵素検査がより実用的になり、ベッドサイドで迅速かつ安価に測定できるようになれば、この技術はpH検査と組み合わせて、X線による確認に代わる、より有害性の少ない効果的な方法として使用されるかもしれない。カプノグラフィーの使用、すなわちチューブからの二酸化炭素の検出有無による方法は気管内誤留置に関して、感度0.96、特異度0.99と信頼性の高い手段である。チューブをそのまま留置する場合は、栄養剤や薬剤の毎回の注入前にチューブの位置を確認する。もし、チューブが気管にはいった状態で栄養剤の注入を行うと誤嚥性肺炎になるからである。
鼻腔粘膜の刺激やびらんを避けるため、長期の経鼻胃管栄養には、直径の小さい（成人では12Fr以下）経鼻胃管が適切である。これらは栄養チューブないしはEDチューブとも呼ばれる。これらのチューブには、挿入を容易にするためのガイドワイヤーが付いていることが多い。ガイドワイヤは消化管穿孔のリスクはあるものの、ほぼ確実に胃管留置は初回で成功する（99%対57%）。他には、胃管を半分凍らせて固くするという方法もある。長期間の栄養補給が必要な場合は、経皮内視鏡的胃瘻造設術（Percutaneous endoscopic gastrostomy: PEG）が選択される。
適切に設置され、吸引に使用された胃管の機能は、フラッシングによって詰まらないように維持される。これには、注射器を用いて少量の生理食塩水と空気を流す方法と、多量の生理食塩水または水と空気を流し、空気がチューブの一方の管腔を通って胃に循環し、もう一方の管腔から出てくるのを見極める方法がある。これら2つの洗浄方法を比較したところ、後者の方がより効果的であった。

## 禁忌
中等度から重度の頚椎骨折や顔面骨折のある患者では、気道閉塞や不適切なチューブ挿入のリスクが高まるため、経鼻胃管は禁忌である。このような状況では、食道への過度の外傷を避けるため、胃管留置時には特別な注意が必要である。また、出血性疾患のある患者、特に食道下3分の1の粘膜下静脈が拡張しているために容易に破裂する可能性のある患者（食道静脈瘤）では、より大きなリスクがある。一方、食道静脈瘤があっても多くは安全であるとする説もある。

## 合併症
軽度の合併症には、鼻出血、副鼻腔炎、喉の痛みなどがある。胃管は胃内容をドレナージし、逆流を防ぐために留置されるが、一方で下部食道括約筋の機能を損ない、胃管そのものが胃食道逆流症（Gastro Esophageal Reflux Disease: GERD）を引き起こす可能性もある。
チューブが固定されている鼻のびらん（医療関連機器圧迫創傷、略称MDRPU）、食道穿孔、手術で吻合された腸管の損傷、気管内への誤挿入、誤嚥、気胸、声帯の損傷、稀だが頭蓋内留置など、より重大な合併症が起こることもある。
FOXニュース・デジタルは、2022年3月21日付で、Avanos Medical社のCortrak 2 Enteral Access System（EAS）に関連して経鼻胃管の誤留置によって60件の負傷と23件の死亡が生じたと報じた。Cortrak2 EASは、これらの報告を受けて、アメリカ食品医薬品局によりクラスIリコールに分類された。